# Héraðsflói

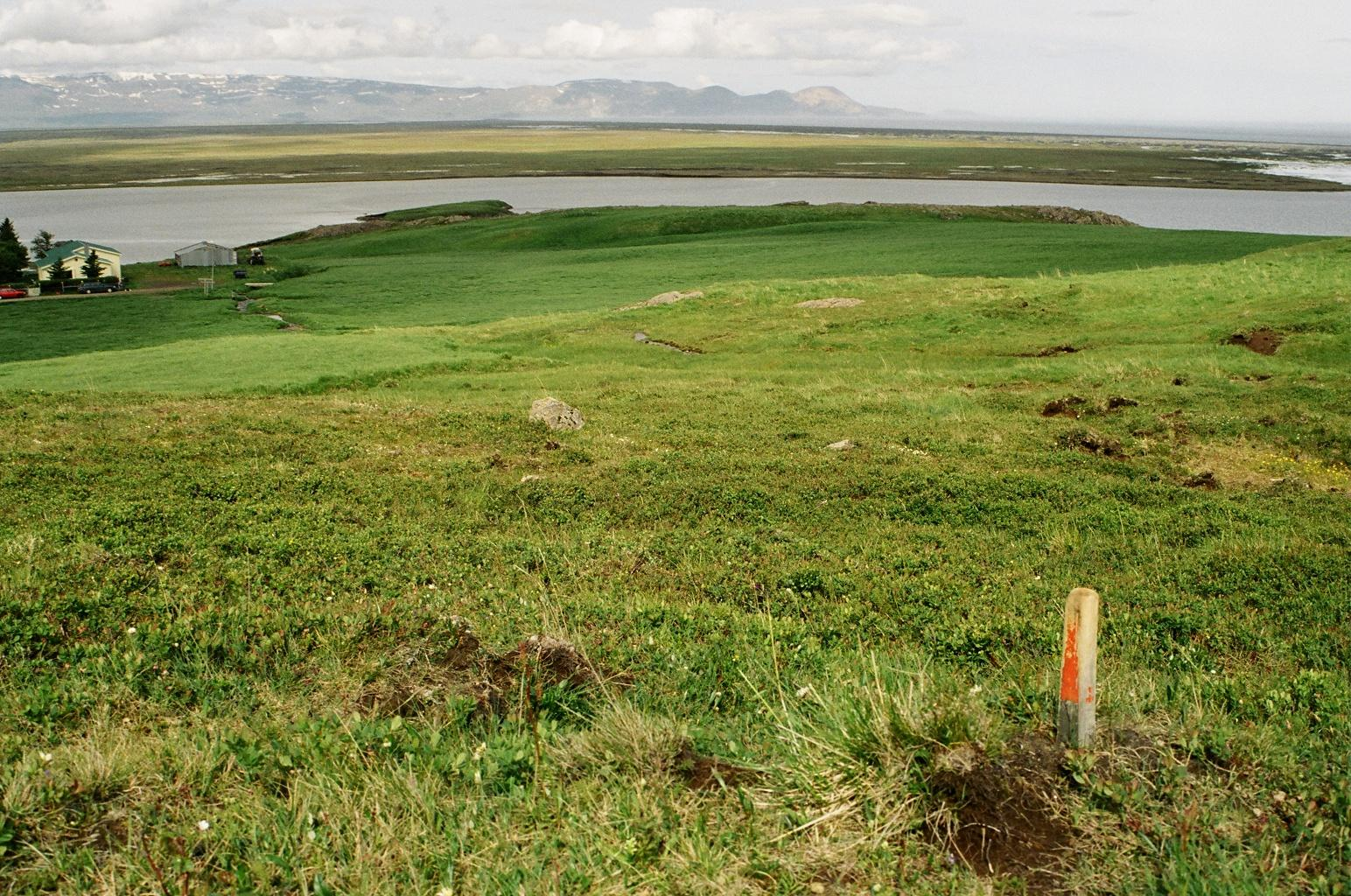
De Héraðsflói met op de achtergrond de vulkaan Kollamúli

De Héraðsflói is een brede baai in het noordoosten van IJsland. De noordoostelijk georiënteerde baai wordt in het noordwesten en zuidoosten door hoge bergtoppen ingesloten. Daartussen ligt de brede spoelzandvlakte Héraðssandur. De noordwestelijke bergketen Fagradalsfjöll (hoogste punt op 717 meter) met de vulkaan Kollamúli wordt gekenmerkt door het kleurrijke ryoliet-gesteente, terwijl de zuidoostelijk gelegen hogere bergketen Dyrfjöll (hoogste punt op 1136 meter) eerder een alpien karakter heeft. De Vopnafjörður vloeit aan de andere kant van de Fagradalsfjöll met de baai samen. In de Héraðsflói monden de rivieren Jökulsá á Dal en Lagarfljót uit, die net voor de monding samenvloeien.

## Webcam
- Overzicht over de Héraðssandur en de Héraðsflói.